# Oscar Peschel
Pour les articles homonymes, voir Peschel.
Oscar Ferdinand Peschel, né le 17 mars 1826 à Dresde et décédé le 13 août 1875 à Leipzig est un géographe et anthropologue saxon.
En 1871, il devient professeur à l'université de Leipzig.
Une île du Svalbard porte son nom. 